# Nelson A. Miles
Nelson Appleton Miles var en nordamerikansk general, född 8 augusti 1839 i Westminster, Massachusetts, USA.
Miles inträdde vid inbördeskrigets utbrott 1861 som löjtnant vid Massachusetts frivilliga infanteri, och steg under kriget på grund av särskilt i slaget vid Wilderness, Spottsylvania visad tapperhet 1864 till brigadgeneral vid de frivillige och var vid fredsslutet 1865 interimistisk befälhavare för en armékår. Miles blev 1866 överste för ett infanteriregemente i Förenta staternas reguljära armé, avancerade 1890 till generalmajor och 1895 till högste befälhavare över Förenta staternas armé. Miles förde gång på gång befäl i smärre expeditioner mot indianresningar. Han var 1898 nominell ledare av krigsoperationerna mot Spanien och ledde personligen erövringen av Puerto Rico. Han erhöll 1900 generallöjtnants grad och lämnade aktiv tjänst 1903. Miles har bland annat skrivit Personal recollections (1896), Observations abroad (1899) och Serving the republic (1911).